# Cheap and Chic
Cheap and Chic è un profumo, della casa di moda Moschino.

## Storia
Il profumo è stato messo in commercio nel 1995, ed è celebre soprattutto per la sua confezione che imita la silhouette ed i colori di Olivia, celebre personaggio dei fumetti di Braccio di Ferro. Rimasto da anni uno dei prodotti di spicco della casa di moda, il profumo Cheap and Chic nel 2008 è stato selezionato per il progetto Pulchra, concorso di bellezza per oggetti, che ha lo scopo di presentare le "cento cose più belle del mondo"

## Promozione
Riprendendo il tema che aveva ispirato la realizzazione del flacone di Cheap and Chic, la pubblicità del prodotto mostra una sinuosa Olivia, interpretata da una modella, all'interno di un ospedale futuristico e surreale. Dopo aver attraversato un lungo corridoio, fra suore e medici in lacrime, Olivia giunge davanti ad una bara di vetro, dentro al quale giace Braccio di Ferro esanime. Dopo aver rotto la bara, Olivia si spruzza il profumo e il suo amato riprende vita.

## Varianti
Sul modello di Cheap and Chic sono stati prodotti diverse fragranze, che ripresentano la stessa confezione del profumo originale con colori alternativi.
- L'Eau Cheap and Chic (2001)
- I Love Love (2005)
- Hippy Fizz (2008)
- Light Cloud (2009)
- Chic Petals (2013)